# Чекменевское сельское поселение
Чекменевское се́льское поселе́ние — муниципальное образование в Нытвенском районе Пермского края Российской Федерации.
Административный центр — деревня Нижняя Гаревая.

## История
Статус и границы сельского поселения установлены Законом Пермской области от 10 ноября 2004 года № 1738-356 «Об утверждении границ и о наделении статусом муниципальных образований Нытвенского района Пермской области»

## Население
| 2010 | 2012  | 2013  | 2014 | 2015 | 2016 | 2017 |
| ---- | ----- | ----- | ---- | ---- | ---- | ---- |
| 1139 | ↘1115 | ↘1042 | ↘973 | ↘947 | ↘929 | ↘924 |
| 2018 | 2019  |       |      |      |      |      |
| ↘911 | ↘870  |       |      |      |      |      |

## Состав сельского поселения
| №  | Населённый пункт | Тип населённого пункта          | Население |
| -- | ---------------- | ------------------------------- | --------- |
| 1  | Горы             | деревня                         | 3         |
| 2  | Груни            | деревня                         | 328       |
| 3  | Дыбки            | деревня                         | 40        |
| 4  | Егоршата         | деревня                         | 2         |
| 5  | Жарены           | деревня                         | 0         |
| 6  | Конино           | деревня                         | 16        |
| 7  | Нижняя Гаревая   | деревня, административный центр | 535       |
| 8  | Полом            | деревня                         | 15        |
| 9  | Приверха         | деревня                         | 4         |
| 10 | Соснова          | деревня                         | 0         |
| 11 | Чекмени          | село                            | 192       |
| 12 | Чудиново         | деревня                         | 4         |